# Belemnia mygdon
Belemnia mygdon là một loài bướm đêm thuộc phân họ Arctiinae, họ Erebidae.